# Горобець лимонногорлий
Горобець лимонногорлий (Gymnoris xanthocollis) — вид горобцеподібних птахів родини горобцевих (Passeridae).

## Поширення
Вид поширений у Західній і Південній Азії. Трапляється на сході Туреччини, сході Сирії, в Іраку, Кувейті, Ірані, ОАЕ, Омані, Пакистані, на півдні Афганістану, в Індії та Непалі. Бродяжні птахи спостерігалися в Ізраїлі, Лівані, Саудівської Аравії, Катарі, Бахрейні, на Мальті і Шрі-Ланці. Трапляється в лісах, садах та у заростях чагарників.

## Опис
Птах завдовжки 14 сантиметрів, вагою 14-20 грам.

## Підвиди
- G. x. transfuga Hartert, 1904 — в західній частині ареалу до південного Пакистану.
- G. x. xanthocollis (Burton, 1838) — у східній частині ареалу східніше від Афганістану.